# Andreas Kruppert
Andreas Kruppert (* 31. Juli 1979 in Bitburg) ist ein deutscher Politiker der CDU. Seit dem 1. Dezember 2021 ist er Landrat im Eifelkreis Bitburg-Prüm.

## Leben und Beruf
Kruppert wuchs in Biesdorf auf, wo er das St.-Josef-Gymnasium besuchte. Nach dem Abitur 1998 absolvierte er seinen einjährigen Zivildienst im Clemens-August-Krankenhaus in Bitburg. Danach begann er die Ausbildung zum Verwaltungsfachangestellten bei der Verbandsgemeinde Neuerburg, nach Abschluss wurde er Anwärter für den gehobenen Dienst und besuchte die Fachhochschule für öffentliche Verwaltung in Mayen. 2005 schloss er den Lehrgang als Diplom-Verwaltungswirt ab. Daraufhin war er, bis zu seiner Wahl zum Bürgermeister, in der Kommunalaufsicht der Aufsichts- und Dienstleistungsdirektion in Trier tätig, wo er bereits während seiner Anwärterschaft tätig war.
Kruppert lebt mit seiner Ehefrau und seinen zwei Kindern in Sülm.

## Politik
2010 kandidierte Kruppert für das Amt des Bürgermeisters der Verbandsgemeinde Arzfeld. In der Stichwahl wurde er mit 58,9 Prozent der Stimmen zum Nachfolger von Patrick Schnieder gewählt. 2017 erfolgte seine Wiederwahl (ohne Gegenkandidatur) mit 87,3 Prozent der Stimmen. Daneben gehörte er dem Kreistag des Eifelkreises Bitburg-Prüm an, seit 2019 war er dort Fraktionsvorsitzender der CDU.
Nachdem der bisherige Landrat Joachim Streit in den Landtag gewechselt hatte, wurde eine Neuwahl notwendig. Kruppert trat bei dieser als unabhängiger Kandidat an, unterstützt durch CDU, SPD, FDP und Grüne. Bei war Wahl am 26. September 2021 setzte er sich mit 64,5 Prozent der Stimmen gegen seine einzige Mitbewerberin durch.
Neben seiner politischen Tätigkeit übt Kruppert weitere Ämter und Funktionen aus. So ist er Bezirksvorsitzender des Gemeinde- und Städtebundes Rheinland-Pfalz, Vorsitzender des DRK-Ortsvereins Arzfeld und des Verkehrsvereins Islek im Dreiländereck, stellvertretender Vorsitzender von Islek ohne Grenzen und gehört den Verwaltungsräten der Kreissparkasse Bitburg-Prüm und der Kommunalen Netze Eifel an.